# جور أب (كرج)
جور أب هي قرية في مقاطعة كرج، إيران. يقدر عدد سكانها بـ 147 نسمة بحسب إحصاء 2016.